# Rochesson
 Rochesson  es una población y comuna francesa, en la región de Lorena, departamento de Vosgos, en el distrito de Épinal y cantón de Saulxures-sur-Moselotte.

## Demografía
| 737 | 701 | 755 | 724 | 627 | 658 | 657 |
| Para los censos de 1962 a 1999 la población legal corresponde a la población sin duplicidades (Fuente: INSEE [Consultar]) |     |     |     |     |     |     |